# Серени, Витторио
Витторио Серени (итал.  Vittorio Sereni; 27 июля 1913, Луино — 10 февраля 1983, Милан) — итальянский поэт, прозаик, переводчик.

## Биография
Вырос в Брешиа, которую считал своей второй родиной. В 1933 году переехал в Милан. Поступил в университет на юридический факультет, впоследствии перешел на филологию. Защитил диплом по творчеству Гвидо Гоццано (1936). Примкнул к группе молодых поэтов, куда входили Сальваторе Квазимодо, Альфонсо Гатто и другие. В 1937 году вместе с Альберто Латтуадой вошел в редколлегию журнала Corrente, сотрудничал также с журналами Letteratura и Campo di Marte. Дружил и переписывался с Антонией Поцци (их переписка изд. в 1995).
В период войны был призван в армию, с 1941 года воевал в Северной Африке, в 1943 году был взят в плен войсками союзников и до 1945 года пробыл в тюрьмах в Алжире и Марокко (опыту тех лет посвятил позднее книгу стихов Алжирский дневник, 1947). В 1952—1958 годах работал в миланском издательстве, с 1958 по 1975 годы — литературный директор крупного издательства Мондадори. Издавал журнал Questo e altro (1962—1964). Путешествовал по Европе, Северной Африке, США. В 1978 году познакомился в Провансе с Рене Шаром. Переводил с английского и французского (Корнель, Валери, Аполлинер, Жюльен Грин, Камю, Р. Шар, Т. С. Элиот, Уильям Карлос Уильямс и другие).
Скончался от аневризмы.

## Творчество
Стихи Серени развивают поэтику итальянского герметизма (Унгаретти, Монтале, Квазимодо).

## Книги стихов
- Frontiera, Edizione di Corrente, Milano 1941 (2-е изд. 1942)
- Diario d’Algeria, Vallecchi, Firenze 1944 (переизд. 1965)
- Una polvere d’anni di Milano, Maestri, Milano 1954
- Non sanno d’essere morti, San Rafael 1955
- Frammenti di una sconfitta-Diario bolognese, Scheiwiller, Milano 1957
- Appuntamento a ora insolita, Allegretti di Campi, Milano 1964
- Gli strumenti umani, Einaudi, Torino 1965 (переизд. 1975)
- Lavori in corso, Scheiwiller, Milano 1965 (переизд. 1970)
- Dodici poesie, Sommaruga, Verona 1966
- La guerra girata altrove, Editiones Dominicae, Verona 1969
- Addio Lugano bella, Edizioni dell’Upupa, Firenze 1971
- Da tanto mare, Galleria L’incontro, Milano 1971
- Sei poesie, 1972
- Poesie scelte (1935—1965), Mondadori, Milano 1973
- Toronto sabato sera , Edizioni per la Galleria Rizzardi, Milano 1973
- Un posto di vacanza, Scheiwiller, Milano 1974
- A Venezia con Biasion, Edizioni Ca' Spinello, Urbino 1975
- Tre poesie per Niccolò Gallo, edizioni Galleria Pananti, Firenze 1977
- Nell’estate padana, La Spirale, Milano 1978
- Rapsodia breve, с введением Ленто Гоффи, Il Farfengo, Brescia 1979
- Stella variabile, Amici del libro, Verona 1979 (переизд. 1981, 1982)
- Tutte le poesie/ A cura di Maria Teresa Sereni, Garzanti, Milano 1986
- Il grande amico. Poesie 1935—1981, Rizzoli, Milano 1990
- Poesie. Un’antologia per la scuola/ A cura di Dante Isella e Clelia Martignoni, Nastro & Nastro, Luino 1993
- Poesie, edizione critica a cura di Dante Isella, Mondadori, Milano 1995

## Признание
Премия Премия Фельтринелли Академии деи Линчеи (1972). Премия Багутта (1982). Премия Виареджо (1983).

## Публикации на русском языке
- Стихотворения// Итальянская поэзия в переводах Евгения Солоновича. — М.: Радуга, 2000. — С. 424—435.